# Еди Ведър
Еди Ведър (на английски: Eddie Vedder), притежаващ по рождение името Едуард Луис Севърсън, е американски музикант, който завоюва слава като главен вокал и китарист в гръндж групата Пърл Джем.

## Биография
Бъдещият рок музикант се ражда в чикагското предградие Еванстън, щата Илиной, на 23 декември 1964 година. Майка му Керън Лий Ведър и баща му Едуард Луис Севърсън-младши се развеждат през 1965 година. Майка му се жени отново за мъж на име Питър Мюлър. Не познава баща си (по-късно го търси из Щатите). Ведър расте с уверението, че Мюлър е негов биологичен баща, и дори известно време се нарича Едуард Мюлър. В родословието на Ведър има германско и датско потекло.
Пее в провинциална група „Бед Рейдио“ в Сан Диего. Джек Айрънс от „Ред хот чили пепърс“ (също от Сан Диего) го препоръчва за вокалист на Джеф Амънт от бившата „Мадър Лав Боун“ от Сиатъл, тъй като фронтменът на групата Ендрю Ууд е починал от свръхдоза. Първото му участие с бъдещите „Пърл Джем“ е във възпоменателния проект на Ендрю Ууд „Темпъл ъф дъ Дог“ – пее дует с Крис Корнъл от „Саундгардън“. Когато получава демозаписа на Амънт, е работил 3 денонощия без почивка като охрана на гробище – качва се на сърф (недоспал и в екстаз) и в главата му изникват изведнъж цели текстовете към музиката, а и няколко готови песни с текст и музика. Още в морска вода и пясък пуска диктофона и ги записва. Така възникват песните от първия албум на „Пърл Джем“ – „10“ (1991). Ведър е скептичен към наградите и конкурсите още тогава. Баба му Пърл е индианка и приготвя психотропно сладко от пейот (Pearl’s jam). Името на групата идва от сладкото на баба му. Еди пише още песни за различни филми – „Любовни квартири“, „Осъденият на смърт идва“. През 99-а участва в проект срещу войната в Косово.
| „         | Не искам да съм Боно. Не искам да съм водач или политик... Но не мога и да мълча... | “ |
| Еди Ведър |                                                                                     |   |

Неговият характерен и силен глас го отвежда към 7-а позиция в списъка „Най-добрите певци на всички времена“, който е изготвен от Ролинг Стоун. Работи и в сферата на филмовата музика, а също така сътрудничи на други музиканти. Първият му самостоятелен албум е саундтракът към Сред дивата природа (2007). Вторият му албум Ukulele Songs излиза заедно с DVD Water on the Road на 31 май 2011 година.